# Stephen Marley
Pour les articles homonymes, voir Marley.
Stephen Robert Nesta "Ragga" Marley (né le 20 avril 1972 à Wilmington, Delaware) est un chanteur et musicien jamaïcain et le fils de Bob Marley et de Rita Marley.

## Carrière Musicale
Stephen a fait partie du groupe de reggae Ziggy Marley and the Melody Makers avec Ziggy, Cedella, et Sharon; et il prend le chant principal sur "A Who A Say".
En 1996, il participe au remix de "No Woman No Cry" des Fugees : la ressemblance de sa voix à celle de son père est saisissante.
Il aidera son frère Damian à préparer son premier album selon ses connaissances musicales. Ils feront plusieurs duos, dont la reprise de Stevie Wonder, "Master Blaster" en 2003, et "The Mission" en 2008.
Son premier album solo "Mind Control", sort en mars 2007 et remporte en 2008 le Grammy Awards du meilleur album Reggae de l'année.
En 2010, il participe au projet Playing for Change, et enregistre sur l'album Pfc 2: Songs Around the World une version de Redemption Song.
En 2011, il participe au Reggae Sun Ska et chante les chansons les plus connues de son père, enflammant la foule et prouvant que Bob Marley est une légende, car du plus jeune au plus vieux, tous connaissaient les paroles de chacune des chansons.
Le 23 mai 2011 Stephen Marley revient avec un nouvel album studio plus roots contenant deux reprises de son père (Pale Moonlight et The Chapel). Intitulé Revelation Pt.1: The Root Of Life, on peut noter la participation de ses frères Damian Marley et Ziggy Marley ainsi que l'apparition de Capleton sur le morceau Break Us Apart, Wale & The Cast Of Fela sur Made In Africa, Melanie Fiona sur No Cigarette Smoking (In My Room) et Spragga Benz sur le titre Working Ways.                 Pour terminer il a chanté dans la chanson "options" de Pitbull.

## Discographie
- Mind Control (2007)
- Mind Control (acoustic) (2008)
- Revelation Pt.1: The Root Of Life (2011)
- Revelation Pt. 2: The Fruit of Life (2016)
- Old Soul (2023)